# Liga Światowa w Piłce Siatkowej 2012 (statystyki indywidualne)
23. edycja Ligi Światowej siatkarzy. W fazie grupowej, która trwała od 17 maja do 1 lipca 2012 r. występowało 16 drużyn podzielonych na cztery grupy. 
Poniżej przedstawione są statystyki indywidualne zawodników po fazie interkontynentalnej.

## Najlepiej punktujący
World League 2012 - Best players - Best scorers.
| Ranking | Nr | Imię i nazwisko      | Atak | Blok | Serwis | RAZEM |
| ------- | -- | -------------------- | ---- | ---- | ------ | ----- |
| 1       | 19 | Tsvetan Sokolov      | 191  | 25   | 24     | 240   |
| 2       | 1  | Wilfredo León Venero | 184  | 19   | 26     | 229   |
| 3       | 4  | Wallace de Souza     | 170  | 15   | 11     | 196   |
| 4       | 12 | Gavin Schmitt        | 169  | 11   | 13     | 193   |
| 5       | 1  | Matthew Anderson     | 156  | 24   | 10     | 190   |

## Najlepiej atakujący
World League 2012 - Best players - Best spikers.
| Ranking | Nr | Imię i nazwisko      | Atak 1 | Błędy | Atak 2 | Razem | %     |
| ------- | -- | -------------------- | ------ | ----- | ------ | ----- | ----- |
| 1       | 13 | Kunihiro Shimizu     | 136    | 59    | 46     | 241   | 56,43 |
| 2       | 9  | Zbigniew Bartman     | 162    | 47    | 94     | 303   | 53,47 |
| 3       | 12 | Henry Bell Cisnero   | 116    | 28    | 74     | 218   | 53,21 |
| 4       | 1  | Wilfredo León Venero | 184    | 43    | 124    | 351   | 52,42 |
| 5       | 4  | Wallace de Souza     | 170    | 53    | 114    | 337   | 50,45 |